# Bakwan
Bakwan (en chino tradicional, 肉丸; pe̍h-ōe-jī, bah-oân) es un buñuelo de verduras o gorengan de la cocina indonesia. Los bakwan suelen ser ofrecidos por vendedores ambulantes. Los ingredientes son vegetales; generalmente brotes de soja, repollo y zanahoria rallados, rebozados y fritos en aceite de cocina. En Java Occidental, el bakwan se denomina'bala-bala'. Es similar al yasai tenpura japonés (tempura vegetal).

## Variaciones
El bakwan generalmente consiste en verduras, sin embargo, una variación llamada 'bakwan udang' contiene camarones enteros a la masa y se vende en puestos de bocadillos en el mercado. Debido a su similitud, el término 'bakwan' es a menudo intercambiable con perkedel. Por ejemplo, los buñuelos de maíz de Indonesia a menudo se denominan 'perkedel jagung' o 'bakwan jagung'.
En Java Oriental, el término bakwan se refiere al wantán frito con relleno; servido con tofu, fideos y albóndigas en un caldo espeso. El relleno de masa es una mezcla de carne picada o pescado con harina, envuelto en piel de wonton y frito. Este tipo de bakwan es similar a la sopa de albóndigas bakso, y comúnmente conocido como 'Bakwan Malang' o 'Bakwan Surabaya' en referencia a sus ciudades de origen; Malang y Surabaya en Java Oriental.
Originalmente, el bakwan proviene de una receta china junto con Bakpao (Meatbun), Bakso (Meatball), Bakmie (Meat Noddle) y bakpia.

## Galería

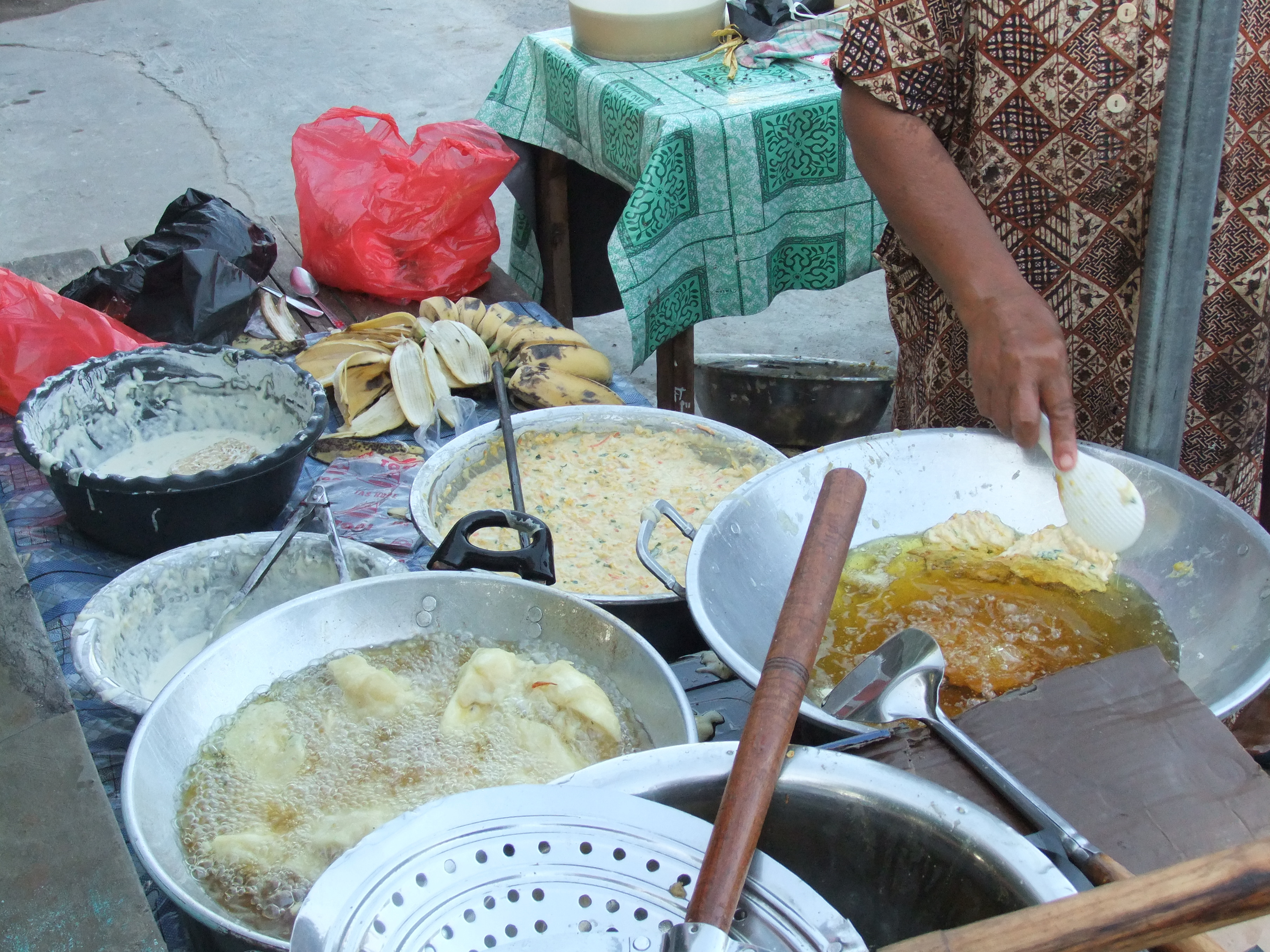
Bakwan frito
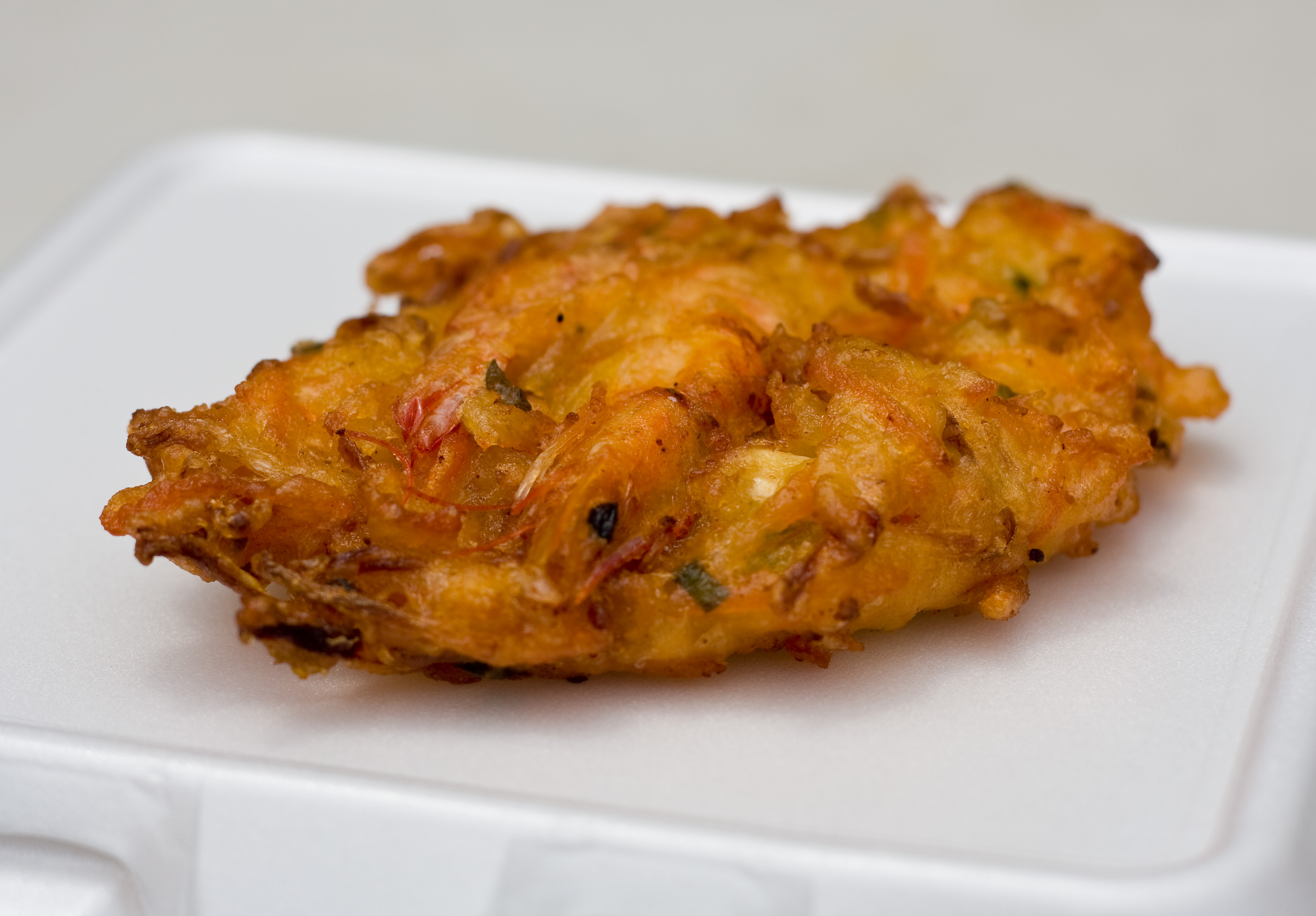
Bakwan udang, pastel de mariscos con camarones enteros
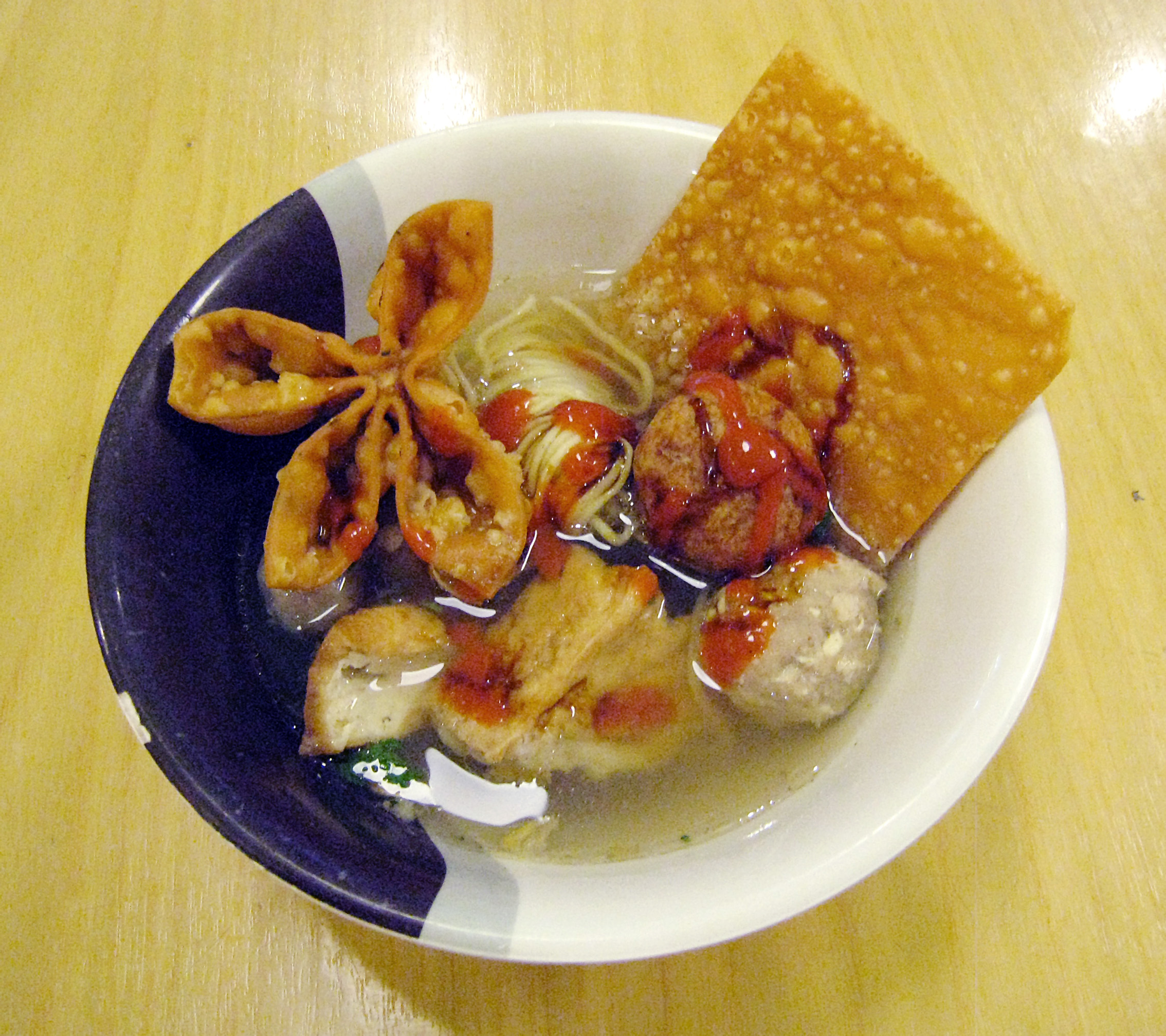
Bakwan Malang, también llamado Bakso Malang
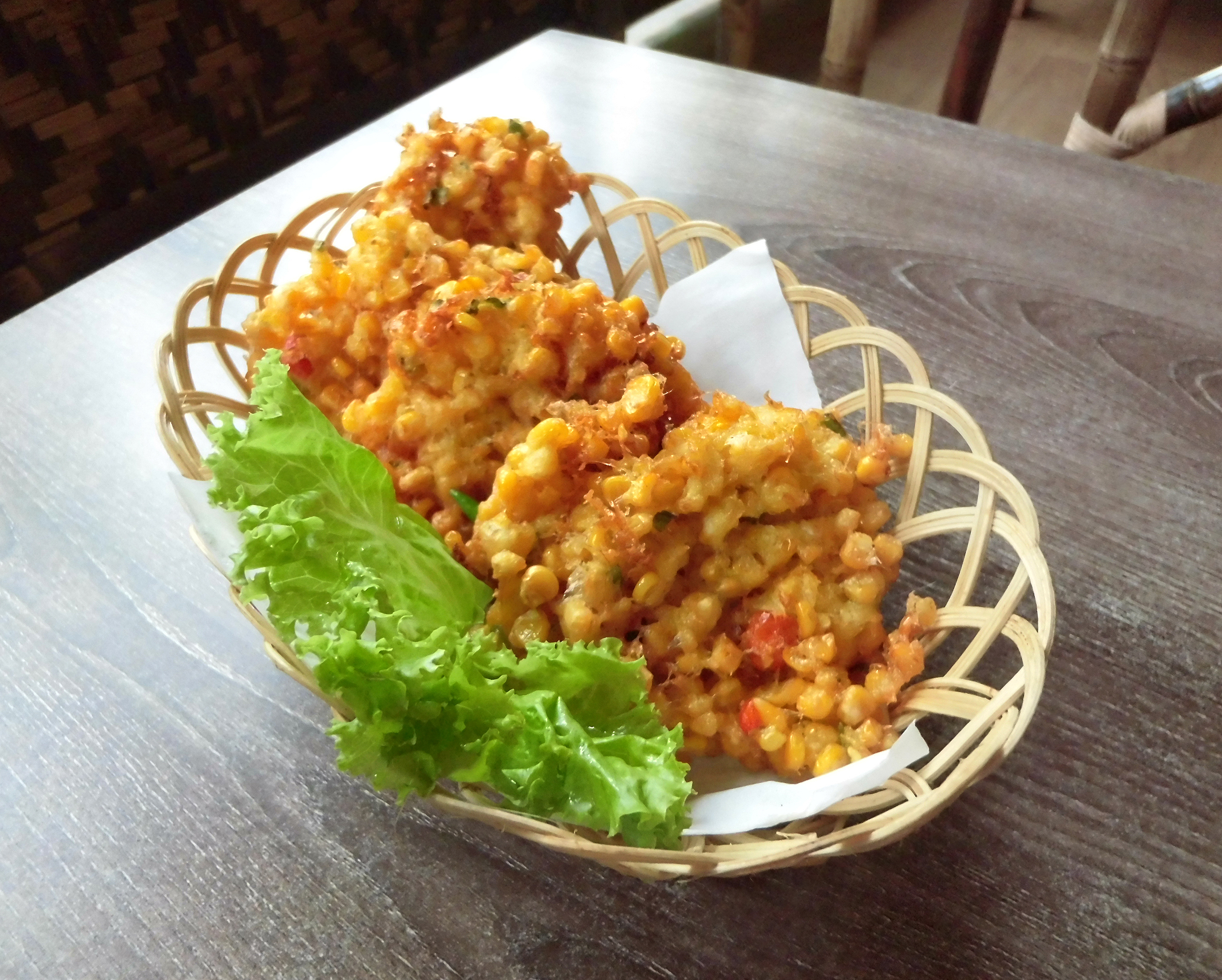
Bakwan jagung, un tipo de buñuelo de maíz